# 龙德格·普日布苏伦

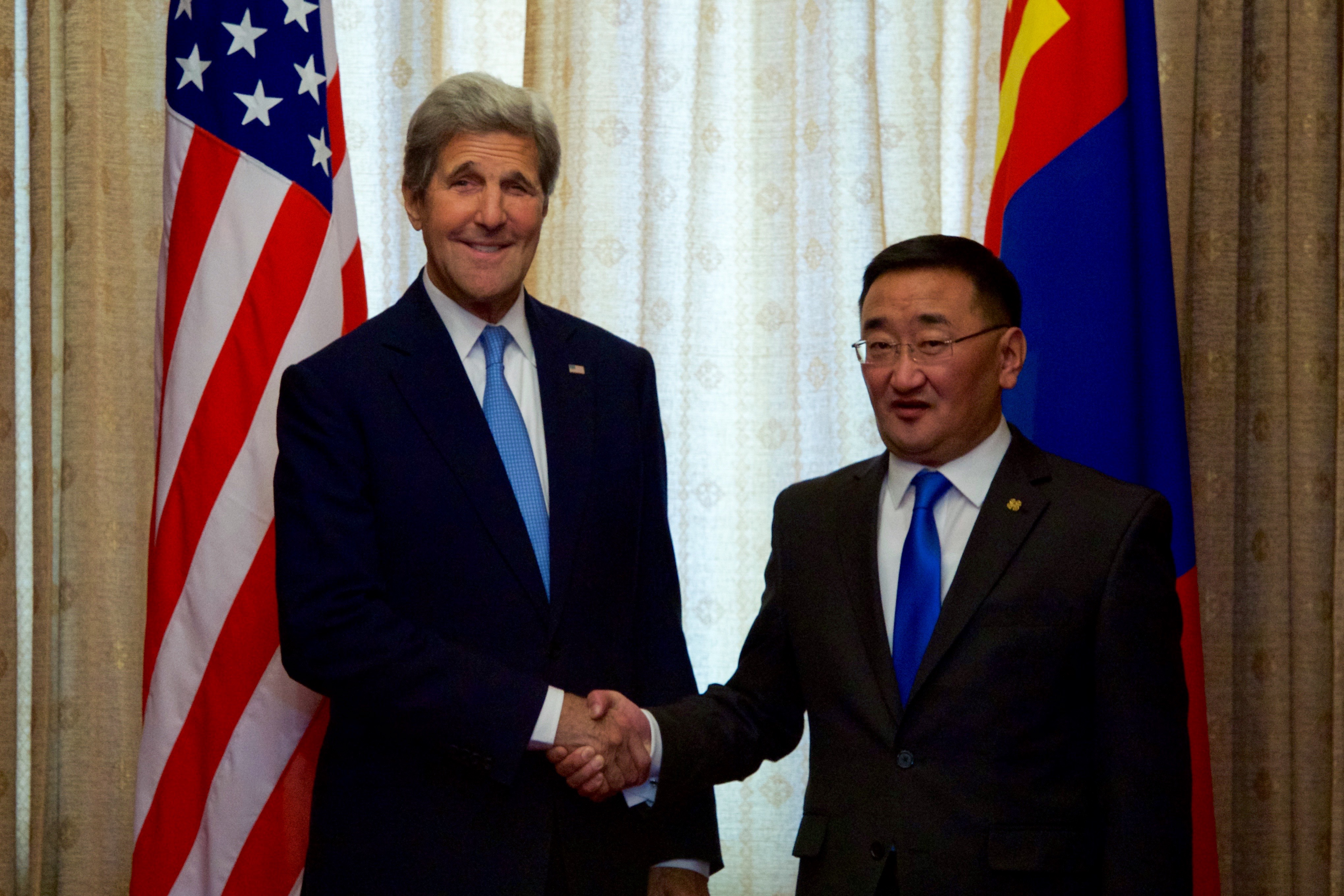
2016年6月美国国务卿克里访问蒙古国时，与蒙古国对外关系部部长龙德格·普日布苏伦握手

龙德格·普日布苏伦（1964年12月24日—）蒙古国人，蒙古国政治人物。

## 生平
1989年毕业于莫斯科国际关系学院。后来曾在德意志联邦共和国联邦外交部外交学院、新西兰惠灵顿维多利亚大学、美国夏威夷亚太安全研究中心、哈佛大学肯尼迪学院接受培训。
1989年至1991年，在蒙古人民共和国外交部公共行政司工作。1991年至1993年，在德意志联邦共和国驻蒙古大使馆工作。1993年至1995年，在蒙古国外交部欧洲非洲司工作。1995年至2000年，在蒙古国驻德国波恩的大使馆工作。2001年至2009年，在蒙古国外交和贸易部欧洲司工作。2009年至2014年，任蒙古国总统的国家安全和外交政策顾问。2014年12月10日，国家大呼拉尔任命他为赛汗比勒格内阁的蒙古国对外关系部部长。